# Sam MacLeod
Sam MacLeod (ur. 9 listopada 1994 w Edynburgu) – brytyjski kierowca wyścigowy.

## Życiorys

### Formuła Renault
MacLeod rozpoczął międzynarodową karierę w jednomiejscowych samochodach wyścigowych w 2013 roku od startów w Północnoeuropejskim Pucharze Formuły Renault 2.0 oraz w Formule Renault Protyre BARC. W edycji brytyjskiej pięciokrotnie stawał na podium, a raz odniósł zwycięstwo. Z dorobkiem 169 punktów został sklasyfikowany na szóstej pozycji w klasyfikacji generalnej. W serii północnoeuropejskiej był trzydziesty.

### Formuła 3
W sezonie 2014 Brytyjczyk poświęcił się głównie startom w Brytyjskiej Formule 3 oraz w Niemieckiej Formule 3. W ciągu 23 wyścigów serii niemieckiej, w których wystartował, dwunastokrotnie stawał na podium, w tym trzykrotnie na jego najwyższym stopniu. Uzbierał łącznie 243 punktu, które zapewniły mu czwarte miejsce w końcowej klasyfikacji kierowców. W Wielkiej Brytanii odniósł cztery zwycięstwa. Zakończył sezon z dorobkiem 121 punktów na czwartej pozycji.
W 2015 roku awansował do europejskiej edycji F3, gdzie reprezentował barwy niemieckiego zespołu Motopark (opuścił jedynie kończącą sezon rundę na Hockenheimringu). Jedyne punkty zdobył na ulicznym torze w Pau, gdzie w drugim starcie dojechał na dziewiątej pozycji. Dwa punkty sklasyfikowały go na 25. miejscu. Brytyjczyk zaliczył także występ w prestiżowych wyścigach - Masters of Formula 3 oraz Grand Prix Makau - w których spisał się zdecydowanie lepiej. Na holenderskim torze w Zandvoort notował progresję wyników - w kwalifikacjach był siódmy, w wyścigu kwalifikacyjnym piąty, natomiast w głównym czwarty. Na Guia Circuit ścigał się w barwach brytyjskiej ekipy West-Tec. I tu zaprezentował dobrą formę. W sesji kwalifikacyjnej uzyskał szósty czas, natomiast w wyścigu kwalifikacyjnym awansował na czwartą lokatę. W niedzielnej rywalizacji brał jednak udział w kolizji, wskutek czego zawody ukończył dopiero na dwudziestej pozycji.

## Wyniki

### Podsumowanie
| Sezon | Seria                                                | Zespół                | Wyścigi | Zwycięstwa | PP | NO | Podium | Punkty | Pozycja |
| ----- | ---------------------------------------------------- | --------------------- | ------- | ---------- | -- | -- | ------ | ------ | ------- |
| 2012  | Formuła Ford 1600 - Walter Hayes Trophy - Pre-finals |                       | 2       | 0          | 0  | 0  | 0      | 0      | NS      |
| 2013  | Formuła Renault Protyre BARC                         | Fortec Motorsports    | 16      | 1          | 2  | 1  | 5      | 169    | 6       |
| 2013  | Brytyjska Formuła Ford                               | Jamun Racing          | 3       | 0          | 0  | 0  | 0      | 0      | NS      |
| 2013  | Północnoeuropejski Puchar Formuły Renault 2.0        | Fortec Motorsports    | 7       | 0          | 0  | 0  | 0      | 43     | 30      |
| 2014  | Niemiecka Formuła 3                                  | Van Amersfoort Racing | 23      | 3          | 1  | 6  | 12     | 243    | 4       |
| 2014  | Brytyjska Formuła 3                                  | Fortec Motorsport     | 9       | 4          | 4  | 5  | 5      | 121    | 4       |
| 2014  | Japońska Formuła 3                                   | TDC                   | 2       | 0          | 0  | 0  | 0      | 0      | NS      |
| 2014  | Zandvoort Masters                                    | Van Amersfoort Racing | 1       | 0          | 0  | 0  | 0      | N/A    | 11      |
| 2014  | Grand Prix Makau                                     | TOM’s                 | 1       | 0          | 0  | 0  | 0      | N/A    | 20      |
| 2015  | Toyota Racing Series                                 | Giles Motorsport      | 16      | 2          | 1  | 0  | 5      | 684    | 5       |
| 2015  | Europejska Formuła 3                                 | Team Motopark         | 30      | 0          | 0  | 0  | 0      | 2      | 24      |
| 2015  | Masters of Formula 3                                 | Team Motopark         | 2       | 0          | 0  | 0  | 0      | N/A    | 4       |
| 2015  | Grand Prix Makau                                     | Team West-Tec         | 1       | 0          | 0  | 0  | 0      | N/A    | 20      |
| 2016  | Euroformula Open Championship                        | Fortec Motorsport     | 2       | 0          | 0  | 0  | 0      | 8      | 19      |
| 2016  | Masters of Formula 3                                 | Fortec Motorsport     | 2       | 0          | 0  | 0  | 0      | N/A    | 9       |
| 2016  | Grand Prix Makau                                     | Fortec Motorsport     | 2       | 0          | 0  | 0  | 0      | N/A    | 17      |